# Обдасола
Обдасола (мар. Овдасола) — деревня в Сернурском районе Республики Марий Эл. Входит в состав Марисолинского сельского поселения.

## География
Находится в северо-восточной части республики Марий Эл на расстоянии приблизительно 9 км на север-северо-запад от районного центра посёлка Сернур.

## История
Деревня была образована в 1723—1748 годах выходцами из Марисолы. В 1802 году здесь значилось 28 ревизских душ, столько же и в 1838 году. В 1975 году в 31 хозяйстве проживал 151 человек. На 1 января 2005 года деревня состояла из 10 дворов. В советское время работал колхоз им. Карла Маркса, совхозы «Казанский» и «Марисолинский».

## Население
Население составляло 42 человека (мари 98 %) в 2002 году, 39 в 2010.